# Мир (зупинний пункт)
Мир — пасажирський залізничний зупинний пункт Харківської дирекції Південної залізниці на електрифікованій лінії Полтава — Лозова між станціями Берестин та Розжив'ївка. Розташований на околиці села Попівка Берестинського району Харківської області.

## Пасажирське сполучення
На зупинному пункті Мир зупиняються приміські поїзди сполученням Полтава — Лозова.